# Ulises Dávila
Ulises Alejandro Dávila Plascencia, conosciuto anche più semplicemente come Uli Dávila (Guadalajara, 13 aprile 1991), è un calciatore messicano, centrocampista svincolato.

## Carriera

### Club

#### Chivas
Cresciuto nelle giovanili del Chivas de Guadalajara, squadra della sua città natale, vince il Campionato Nazionale Giovanile segnando il gol vittoria nella partita vinta per 1-0 contro il Pachuca. Esordisce ufficialmente in prima squadra in campionato nel pareggio per 2-2 contro il Pachuca.

#### Chelsea e i vari prestiti
Il 27 agosto 2011, a seguito del Mondiale Under-20 giocato in Colombia, viene acquistato dagli inglesi del Chelsea firmando un contratto di cinque anni.
Tuttavia gli inglesi, per permettere al giovane centrocampista di crescere, si accordano per un anno di prestito al Vitesse.
Fa il suo esordio in campionato il 17 settembre in Vitesse-Roda JC giocando ben 67 minuti prima di essere sostituito da Julian Jenner. Il 1º maggio 2012 torna al Chelsea.
Il 13 luglio 2012, viene ceduto nuovamente in prestito al Sabadell. Esordisce in Segunda División il 18 agosto 2012, nel pareggio per 0-0 contro il Girona. Conclude la stagione in Spagna con un bottino di 37 presenze e 5 gol, a fine prestito fa ritorno in Inghilterra dal Chelsea.
Il 2 settembre 2013 viene ceduto nuovamente in prestito, questa volta rimane in Spagna, sempre nella Segunda División, per vestire la maglia del Córdoba. Esordisce, con la maglia del Córdoba, l'8 settembre seguente in occasione della sconfitta di campionato per 1-0 contro l'Eibar. Il 17 novembre 2013 mette a segno una tripletta, prima volta in carriera, che permette al Córdoba di battere l'Hércules per 4-2. Il 22 giugno 2014 entra nella storia del club, poiché mette a segno il gol del pareggio, per 1-1 contro il Las Palmas, che permette alla sua squadra di essere promossa in Primera División dopo 42 anni.
Il 1º settembre 2014 viene ceduto al club spagnolo del Tenerife; per il giocatore è il terzo anno consecutivo che milita nella Segunda División. Esordisce il 6 settembre successivo nella sconfitta esterna, per 2-0, contro il Girona. Il 21 settembre 2014 arriva il primo gol con la maglia del Tenerife, in occasione della sconfitta casalinga, per 2-1, contro il Real Valladolid.
Non trovando molto spazio nella squadra spagnola, il 22 gennaio 2015 viene ceduto, per il resto della stagione, al club portoghese del Vitória Setúbal, militante nella massima serie del campionato di calcio portoghese. Fa il suo esordio il 28 gennaio successivo in occasione del pareggio esterno, per 1-1, in Taça da Liga contro lo Sporting CP. Il 1º febbraio 2015 arriva l'esordio in campionato; in occasione del pareggio esterno, per 1-1, contro il Gil Vicente. Conclude il prestito con il club portoghese con un bottino di 14 presenze.
Il 18 luglio 2015, viene comunicato che il centrocampista messicano rimarrà nel club portoghese anche per la stagione 2015-2016.

#### Santos Laguna
Dopo molte stagioni passate in prestito in giro per l'Europa decide di tornare in patria firmando un contratto triennale con il Santos Laguna. L'esordio arriva il 16 gennaio 2016 in occasione della vittoria casalinga, per 1-0, contro il Jaguares de Chiapas. Una settimana più tardi, il 23 gennaio, mette a segno anche la sua prima rete con la nuova maglia; in occasione della trasferta vinta, per 1-3, contro il Tijuana.

### Nazionale
Ha partecipato al Mondiale Under-20 disputato in Nigeria, e nel 2011 ha vinto il nordamericano Under-20 in Colombia segnando un gol al Panama in semifinale e una doppietta alla Costa Rica in finale. È arrivato poi nello stesso anno quarto al Torneo di Tolone segnando all'Ungheria.
Con l'Under-20 messicana nell'estate 2011 disputa il Mondiale di categoria in Colombia, classificandosi terzo dietro ai pari età del Brasile (campione) e del Portogallo; ha segnato uno dei rigori contro il Camerun che hanno valso la qualificazione ai quarti di finale e anche un gol alla Francia per la finale del terzo posto.
Viene convocato anche per la Copa América 2011 con la Nazionale maggiore, ma rimane in panchina per tutta la competizione.

## Statistiche

### Presenze e reti nei club
Statistiche aggiornate al 30 ottobre 2017.
| Stagione                  | Squadra                   | Campionato                | Campionato | Campionato | Coppe nazionali | Coppe nazionali | Coppe nazionali | Coppe continentali | Coppe continentali | Coppe continentali | Altre coppe | Altre coppe | Altre coppe | Totale | Totale |
| Stagione                  | Squadra                   | Comp                      | Pres       | Reti       | Comp            | Pres            | Reti            | Comp               | Pres               | Reti               | Comp        | Pres        | Reti        | Pres   | Reti   |
| ------------------------- | ------------------------- | ------------------------- | ---------- | ---------- | --------------- | --------------- | --------------- | ------------------ | ------------------ | ------------------ | ----------- | ----------- | ----------- | ------ | ------ |
| 2008-2009                 | Leones Negros UdeG        | PA                        | 17         | 3          | -               | -               | -               | -                  | -                  | -                  | -           | -           | -           | 17     | 3      |
| 2009-2010                 | Guadalajara               | PD                        | 7          | 0          | -               | -               | -               | CL                 | 5                  | 0                  | -           | -           | -           | 12     | 0      |
| 2010-2011                 | Guadalajara               | PD                        | 8          | 0          | -               | -               | -               | -                  | -                  | -                  | -           | -           | -           | 8      | 0      |
| Totale Chivas             | Totale Chivas             | Totale Chivas             | 15         | 0          |                 | -               | -               |                    | 5                  | 0                  |             | -           | -           | 20     | 0      |
| 2011-2012                 | Vitesse                   | ED                        | 2          | 0          | CO              | 1               | 0               | -                  | -                  | -                  | -           | -           | -           | 3      | 0      |
| 2012-2013                 | Sabadell                  | SD                        | 35         | 4          | CR              | 2               | 1               | -                  | -                  | -                  | -           | -           | -           | 37     | 5      |
| 2013-2014                 | Córdoba                   | SD                        | 33+4       | 6+1        | CR              | 1               | 0               | -                  | -                  | -                  | -           | -           | -           | 38     | 7      |
| 2014-gen. 2015            | Tenerife                  | SD                        | 10         | 1          | CR              | 1               | 0               | -                  | -                  | -                  | -           | -           | -           | 11     | 1      |
| gen.-giu. 2015            | Vitória Setúbal           | PL                        | 11         | 0          | CP+CdL          | 0+3             | 0               | -                  | -                  | -                  | -           | -           | -           | 14     | 0      |
| 2015-gen. 2016            | Vitória Setúbal           | PL                        | 3          | 0          | CP+CdL          | 0+1             | 0               | -                  | -                  | -                  | -           | -           | -           | 4      | 0      |
| Totale Vitória Setúbal    | Totale Vitória Setúbal    | Totale Vitória Setúbal    | 14         | 0          |                 | 4               | 0               |                    | -                  | -                  |             | -           | -           | 18     | 0      |
| gen.-giu. 2016            | Santos Laguna             | PD                        | 14+1       | 2+0        | ACM+CCM         | 0               | 0               | CCL                | 4                  | 1                  | -           | -           | -           | 19     | 3      |
| 2016-2017                 | Santos Laguna             | PD                        | 19         | 1          | ACM+CCM         | 4+6             | 1+2             | -                  | -                  | -                  | -           | -           | -           | 29     | 4      |
| 2017-2018                 | Santos Laguna             | PD                        | 4          | 0          | ACM+CCM         | 4+0             | 0               | -                  | -                  | -                  | -           | -           | -           | 8      | 0      |
| Totale Santos Laguna      | Totale Santos Laguna      | Totale Santos Laguna      | 37+1       | 3+0        |                 | 14              | 3               |                    | 4                  | 1                  |             | -           | -           | 56     | 7      |
| 2018-2019                 | Delhi Dynamos             | ISL                       | 6          | 1          | SC              | 1               | 0               | -                  | -                  | -                  | -           | -           | -           | 7      | 1      |
| 2019-2020                 | Wellington Phoenix        | AL                        | 27         | 12         | FFACup          | 0               | 0               | -                  | -                  | -                  | -           | -           | -           | 27     | 12     |
| 2020-2021                 | Wellington Phoenix        | AL                        | 23         | 7          | -               | -               | -               | -                  | -                  | -                  | -           | -           | -           | 23     | 7      |
| Totale Wellington Phoenix | Totale Wellington Phoenix | Totale Wellington Phoenix | 50         | 19         |                 | -               | -               |                    | -                  | -                  |             | -           | -           | 50     | 19     |
| 2021-2022                 | Macarthur                 | AL                        | 23         | 7          | FFACup          | 1               | 0               | -                  | -                  | -                  | -           | -           | -           | 24     | 7      |
| 2022-2023                 | Macarthur                 | AL                        | 13         | 3          | CA              | 3               | 3               | -                  | -                  | -                  | -           | -           | -           | 16     | 6      |
| 2023-2024                 | Macarthur                 | AL                        | 25         | 9          | CA              | 1               | 0               | AC                 | 6                  | 4                  | -           | -           | -           | 32     | 13     |
| Totale Macarthur          | Totale Macarthur          | Totale Macarthur          | 61         | 19         |                 | 5               | 3               |                    | 6                  | 4                  |             | -           | -           | 72     | 26     |
| Totale carriera           | Totale carriera           | Totale carriera           | 285        | 57         |                 | 29              | 7               |                    | 15                 | 5                  |             | -           | -           | 329    | 69     |

## Palmarès

### Club

#### Competizioni nazionali
- Australia Cup: 1

Macarthur: 2022

### Nazionale
- Campionato nordamericano Under-20: 1

Guatemala 2011